# Igor Lewczuk
Igor Lewczuk, född 30 maj 1985, är en polsk fotbollsspelare som spelar för Znicz Pruszków.

## Klubbkarriär
Den 31 augusti 2016 värvades Lewczuk av franska Bordeaux, där han skrev på ett tvåårskontrakt. I december 2017 förlängde Lewczuk sitt kontrakt fram till 30 juni 2019.
Den 12 juni 2019 återvände Lewczuk till Legia Warszawa, där han skrev på ett ettårskontrakt med option på ytterligare ett år. I februari 2020 förlängde Lewczuk sitt kontrakt fram till den 30 juni 2021. I juli 2021 gick han till Znicz Pruszków.

## Landslagskarriär
Lewczuk debuterade för Polens landslag den 18 januari 2014 i en 3–0-vinst över Norge, där han blev inbytt på övertid mot Jakub Wawrzyniak.